# Peter Molyneux
Pour les articles homonymes, voir Molyneux.
 (septembre 2010).
Si vous disposez d'ouvrages ou d'articles de référence ou si vous connaissez des sites web de qualité traitant du thème abordé ici, merci de compléter l'article en donnant les références utiles à sa vérifiabilité et en les liant à la section « Notes et références ».
Peter Molyneux (né le 5 mai 1959 à Guildford en Angleterre) est un créateur de jeux vidéo et chef d'entreprise britannique.
Il développe dans la plupart de ses jeux des thèmes personnels, notamment ceux liés au pouvoir, à la domination et au libre-arbitre. Plusieurs de ses créations ont influencé durablement le monde du jeu vidéo, en particulier par leur approche et leur gameplay.
Il a fondé Bullfrog, Lionhead Studios et 22Cans.
En 2011, il reçoit un Game Developers Choice Award pour l'ensemble de sa carrière.

## Enfance
Né le 5 mai 1959, Peter Molyneux est le fils d'un cadre d'une compagnie pétrolière et d'une propriétaire de magasin de jouets. Enfant, il passe beaucoup de temps dans l'arrière-boutique du magasin de sa mère où il s'habitue à récupérer des boîtes de jeux incomplètes. Il invente ainsi lui-même ses propres règles afin de compenser les parties manquantes. Plus tard, cette prédisposition à l'imagination se répercute dans les jeux vidéo qu'il créé, où une grande liberté est souvent laissée au joueur,.

## Carrière
En 1986, il fonde sa propre société d'import/export de baked beans qu'il dénomme Taurus. Il est un jour contacté par la société Commodore afin de développer des logiciels pour Commodore 64 et Amiga, la société ayant confondu la société de Molyneux avec la société Torus.  Taurus a développé les logiciels a la satisfaction de Commodore qui ne se rendra compte de son erreur que bien plus tard.

Il renomme ensuite sa société qui devient Bullfrog et produit son premier grand succès, Populous, qui est distribué par Electronic Arts. D'autres jeux marquants suivent, tels que Syndicate, Theme Park ou encore Magic Carpet. Dungeon Keeper, sorti en 1997, est son dernier jeu pour le compte de Bullfrog, après quoi il abandonne sa société pour créer Lionhead Studios dans le but de retrouver sa liberté pour le développement de ses projets.
Il est l'un des principaux créateurs d'un genre de jeu vidéo, appelé god game, dans lequel les joueurs incarnent une divinité et peuvent utiliser des pouvoirs extraordinaires susceptibles d'influencer grandement la vie des personnages non-joueurs.
En 2004 avant la sortie du titre Fable sur Xbox, il fait état de divers éléments liés au jeu dont la presse spécialisée se fait largement le relais : entre autres, une carte du monde de la taille de l'Angleterre, un jeu en 60 Hz, une absence de temps de chargement, le fait que marcher sur une graine empêche un arbre de pousser, la possibilité de faire des enfants, de grandir en temps réel, lesquels n'ont finalement pas été intégrés dans la version finale du produit. Depuis lors, Molyneux a la réputation de s'emporter facilement sur le contenu de ses futurs jeux.
Peter Molyneux est reçu aux AIAS Hall of Fame en 2004, il est décoré de l'Ordre de l'Empire britannique le 31 décembre de la même année. Le 6 avril 2006, il vend la compagnie Lionhead à Microsoft et déclare « Maintenant que Lionhead travaille pour Microsoft, il est plus indépendant qu'à l'époque où il était indépendant ». Le 13 mars 2007, le gouvernement français lui offre le titre de chevalier de l'Ordre des Arts et des Lettres.
Lors de la cérémonie de l'E3 2009, Peter Molyneux est officiellement nommé directeur créatif de Microsoft Game Studios Europe.
En mars 2012, il quitte Lionhead Studios et Microsoft Studios pour créer un nouveau studio : 22 Cans. Il reste néanmoins consultant sur les prochains opus de la franchise Fable.
Avant la sortie de Fable: The Journey en octobre 2012, Molyneux déclare qu'il ne s'agit pas d'un jeu « sur rails » (sans possibilité pour le joueur de se déplacer de façon autonome), alors que c'est en réalité le cas. Cela met l'équipe de développement dans l'embarras ; elle tente alors de développer quelques niveaux qui ne le sont pas pour sauver l'honneur, sans succès.

## Travaux
- 1984 : The Entrepreneur
- 1988 : Enlightenment (version Amiga), programmeur[10]
- 1989 : Populous, concept original, game design, programmation[11]
- 1990 : Flood, design, level design[12]
- 1990 : Powermonger, programmeur[13]
- 1993 : Populous II, programmeur[14]
- 1993 : Syndicate (version DOS), producteur[15]
- 1993 : Syndicate: American Revolt (extension de Syndicate), producteur[16]
- 1994 : Theme Park, créateur, chef de projet, chef programmeur[17]
- 1994 : Magic Carpet (version DOS), producteur délégué[18]
- 1995 : Magic Carpet: Hidden Worlds (extension de Magic Carpet), producteur délégué[19]
- 1995 : Hi-Octane (version DOS), producteur délégué[20]
- 1996 : Genewars, management[21]
- 1996 : Syndicate Wars (version DOS), management[22]
- 1997 : Dungeon Keeper, design, level design, chef de projet[23]
- 2001 : Black and White, concept, lead designer, programmation[24]
- 2004 : Fable, design[25]
- 2005 : Fable: The Lost Chapters (extension de Fable), design, lead design[26]
- 2005 : Black and White 2, lead designer[27]
- 2005 : The Movies, executive designer[28]
- 2006 : The Movies: Stunts and Effects (extension de The Movies), executive designer[29]
- 2008 : Fable II, directeur créatif[30]
- 2010 : Fable III
- 2012 : Curiosity: What's Inside the Cube?
- 2012 : Fable Heroes
- 2012 : Fable: The Journey
- 2013 : Godus
- Milo : annulé[31]. Ce jeu s’avère par la suite être un jeu-prototype destiné au développement de la caméra Kinect.
- 2015 : Fable Legends : annulé à la suite de l'annonce par Microsoft de la fermeture du studio Lionhead[32]
- 2016 : The Trail
- Masters of Albion : À venir, aucune date de sortie n'a été annoncée pour le moment.

## JeuDiplomatie
Peter Molyneux participe en 1994 au championnat du monde du jeu Diplomatie. Il termine 82e sur 133 participants.